# Lecidea

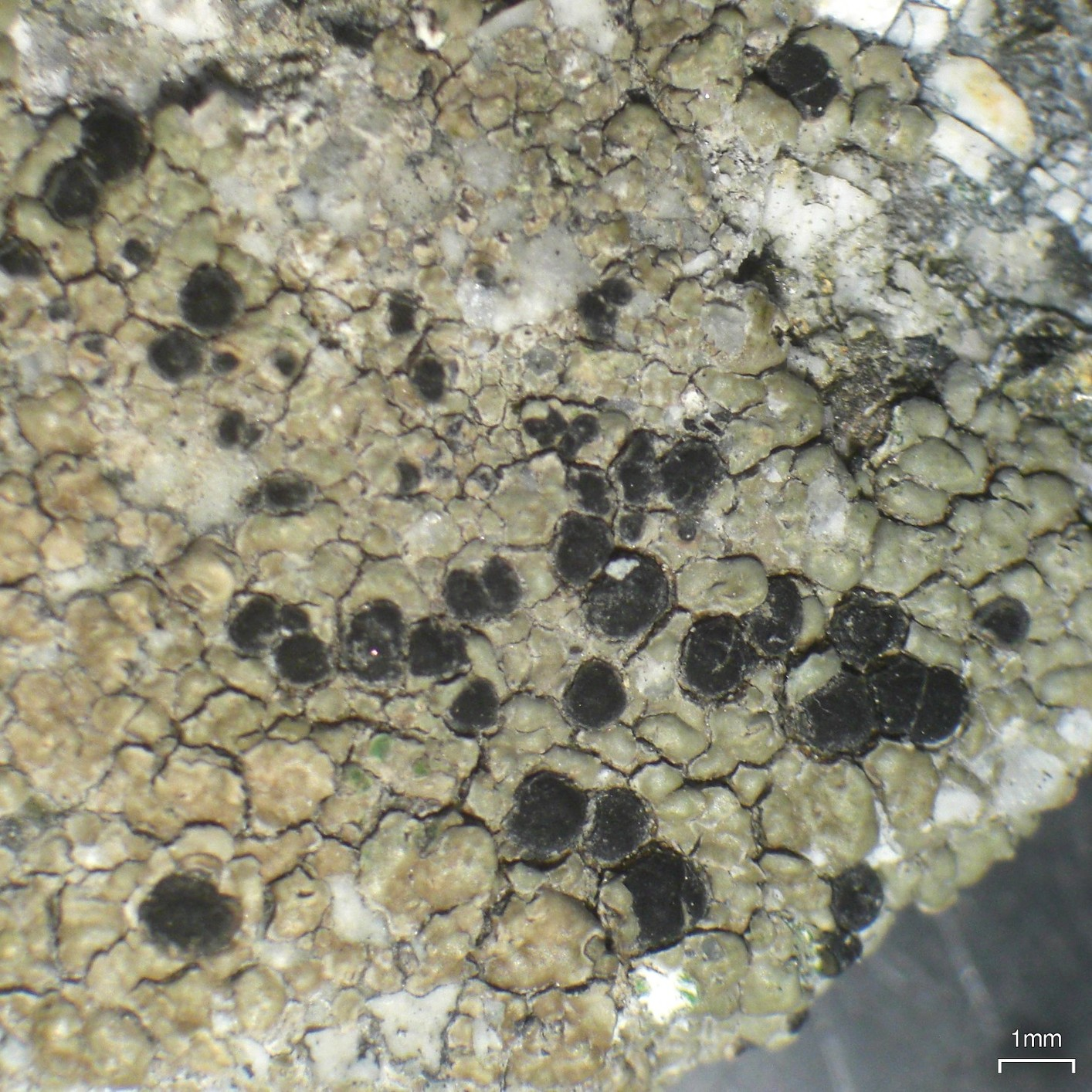
Krążniczka brunatnoszara

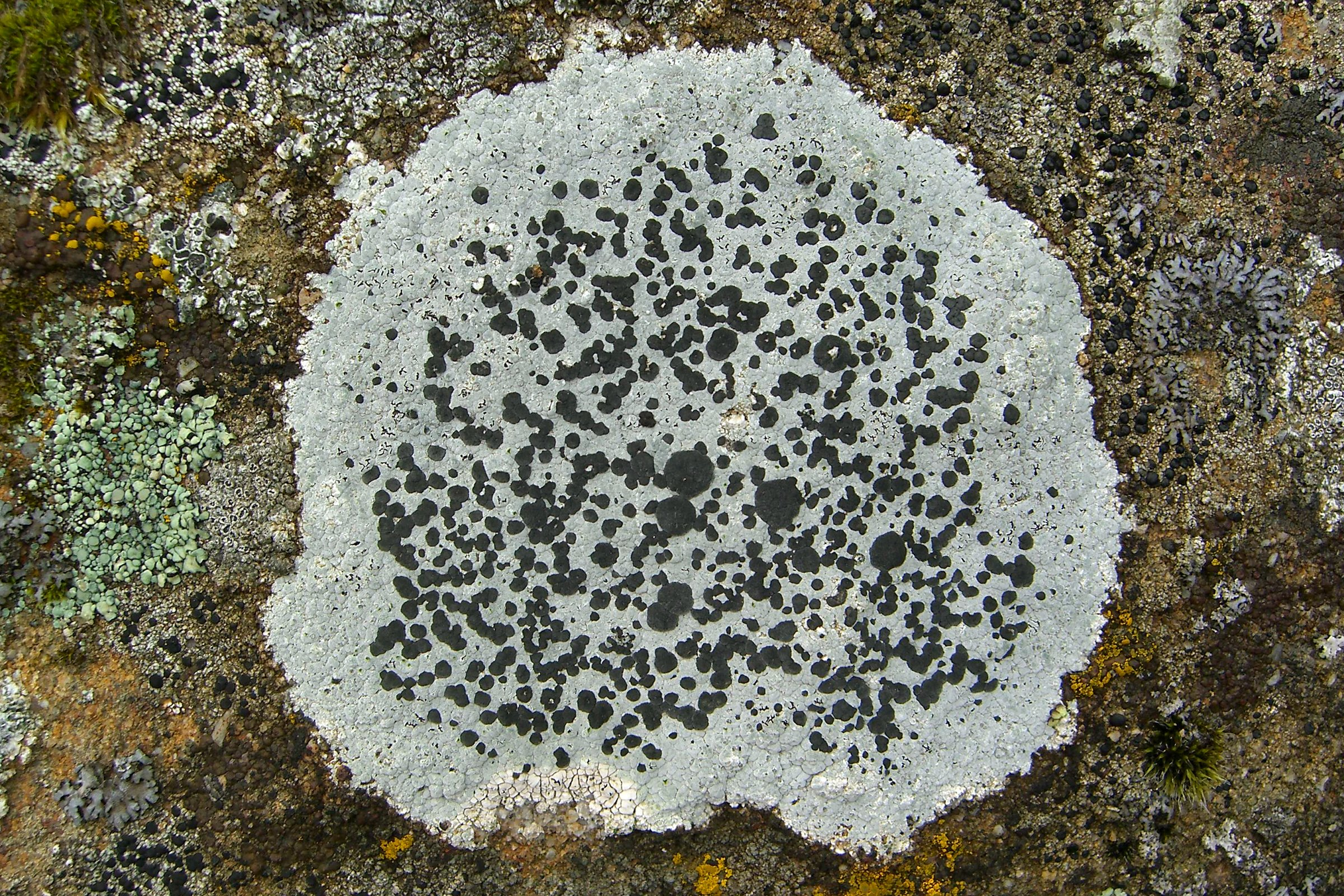
Krążniczka graniasta

Lecidea Ach. (krążniczka) – rodzaj grzybów z rodziny krążniczkowatych (Lecideaceae). Ze względu na współżycie z glonami zaliczany jest do grupy porostów.

## Systematyka i nazewnictwo
Pozycja w klasyfikacji według Index Fungorum: Lecideaceae, Lecideales, Lecanoromycetidae, Lecanoromycetes, Pezizomycotina, Ascomycota, Fungi.
Synonimy nazwy naukowej: Cladopycnidium H. Magn., Diplotheca (Zahlbr.) Räsänen, Lecidea sect. Diplotheca Zahlbr., Nothoporpidia Hertel, Sporoacania A. Massal., Stenhammara A. Massal. ex Zahlbr., Stereonema Kütz., Zosterodiscus Hertel.
Nazwa polska według opracowania W. Fałtynowicza.

## Gatunki występujące w Polsce
- Lecidea albohyalina (Nyl.) Th. Fr. 1874 – krążniczka wyblakła, wyprószek wyblakły
- Lecidea atomaria Th. Fr. 1874[4] – krążniczka maleńka
- Lecidea atrobrunnea (DC.) Schaer. 1828 – krążniczka alpejska
- Lecidea auriculata Th. Fr. 1861 – krążniczka uszata
- Lecidea baumgartneri Zahlbr. 1902[4] – krążniczka Baumgartnera
- Lecidea berengeriana (A. Massal.) Nyl. 1866 – krążniczka Berengera, grzezica Berengera
- Lecidea conferenda Nyl. 1866[4] – krążniczka zebrana
- Lecidea confluens (Weber) Ach. 1803 – krążniczka stopiona
- Lecidea decussata (Ach.) Th. Fr. 1874[4] – krążniczka kaskadowa
- Lecidea ecrustacea (Anzi ex Arnold) Nyl. 1878 – krążniczka bezplechowa
- Lecidea epiphaea Nyl. 1865[4] – krążniczka trocinkowa
- Lecidea erythrophaea Flörke ex Sommerf. 1826 – krążniczka ciemniejsza
- Lecidea exigua Chaub. 1821 – krążniczka cieniutka
- Lecidea exilis (Körb.) Körb. 1861[4] – krążniczka cienka
- Lecidea fuliginosa Taylor 1836 – krążniczka wędrowna
- Lecidea fuscoatra (L.) Ach. 1803 – krążniczka brunatnoczarna
- Lecidea gibberosa Th. Fr.[4] – krążniczka świerkowa
- Lecidea helvola (Körb. ex Hellb.) Th. Fr. 1874 – krążniczka bledsza, wyprószek bledszy
- Lecidea huxariensis (Beckh. ex J. Lahm) Zahlbr. 1925[4] – krążniczka huzarska
- Lecidea hypnorum Lib. 1853 – krążniczka krwistoczarna, grzezica krwistoczarna
- Lecidea lapicida (Ach.) Ach. 1803 – krążniczka kamienna
- Lecidea lignicola (Eitner) Zahlbr. 1925[4] – krążniczka drzewna
- Lecidea lithophila (Ach.) Ach. 1814 – krążniczka skalna
- Lecidea meiocarpa Nyl. 1876[4] – krążniczka mniejsza
- Lecidea meiocarpoides Nyl. 1882[4] – krążniczka drobnoowocnikowa
- Lecidea nodulosa (Körb.) Zahlbr. 1925[4] – krążniczka guzkowata
- Lecidea nylanderi (Anzi) Th. Fr. 1874 – krążniczka Nylandera
- Lecidea ochrocarpa (Körb.) Lettau 1912[4] – krążniczka ochrowa
- Lecidea personata (Körb.) Jatta 1900[4] – krążniczka złudna
- Lecidea phaeops Nyl. 1859[4] – krążniczka nadbrzeżna, misecznica nadbrzeżna
- Lecidea plana (J. Lahm) Nyl. 1872 – krążniczka płaska
- Lecidea planorbis (Körb.) Lettau 1912[4] – krążniczka płaskomiseczkowata
- Lecidea plebeja Nyl. 1865[4] – krążniczka plebejska
- Lecidea pontifica (Körb.) Zahlbr. 1925[4] – krążniczka godna
- Lecidea promiscens Nyl. 1872[4] – krążniczka pomieszana
- Lecidea ramulosa Th. Fr. 1866[4] – krążniczka fałszywa
- Lecidea sarcogynoides Körb. 1855 – krążniczka setniczkowata
- Lecidea silacea (Hoffm.) Ach. 1803 – krążniczka ruda
- Lecidea sphaerella Hedl. 1892[4] – krążniczka kulista
- Lecidea steinii Zahlbr. 1925[4] – krążniczka Steina
- Lecidea subflavida Nyl. 1868[4] – krążniczka niepewna
- Lecidea subgranatina Mig. 1928[4] – krążniczka wymokła
- Lecidea sudetica Körb. 1855[4] – krążniczka sudecka, k. białożółtawa
- Lecidea symmicta (Ach.) Ach. 1814 – krążniczka delikatna[5]
- Lecidea tessellata Flörke 1821[4] – krążniczka graniasta
- Lecidea turgidula Fr. 1824 – krążniczka napęczniała, wyprószek napęczniały
- Lecidea umbonata (Hepp) Mudd 1861 – krążniczka pępkowata
- Lecidea variegatula Nyl. 1865[4] – krążniczka pstra

Nazwy naukowe na podstawie Index Fungorum. Nazwy polskie według checklist W. Fałtynowicza.